# 長體標燈魚
長體標燈魚（学名：Symbolophorus californiensis）为輻鰭魚綱燈籠魚目灯笼鱼科的其中一種。分布於北太平洋區，包括日本、鄂霍次克海、白令海、美國太平洋岸及墨西哥加利福尼亞半島等海域，為深海魚類，棲息深度可達1497公尺，體長可達11公分，以小型甲殼類為食。